# إرنست هيغينز
إرنست هيغينز (بالإنجليزية: Ernest Higgins)‏ هو مصور سينمائي أسترالي، ولد في 1871، وتوفي في 1945.

## وصلات خارجية
- إرنست هيغينز على موقع IMDb (الإنجليزية)
- إرنست هيغينز على موقع أول موفي (الإنجليزية)